# The Iguanas
The Iguanas est un groupe de rock composé d'étudiants d'Ann Arbor, dans le Michigan.
Ils ont joué entre 1963 et 1967 (période durant laquelle ils n'ont sorti aucun disque), mais certains membres du groupe l'ont reformé en 1993.
Bien que leur renommée ne dépassa pas vraiment les limites de la ville, ils ont assuré à l'époque la première partie de groupes comme Four Tops, les Shangri-Las ou encore les Kingsmen (dont ils reprendront d'ailleurs le tube Louie Louie).
Les Iguanas sont surtout célèbres pour avoir eu en leur sein un certain Jim « Iggy » Osterberg, qui y fut batteur jusqu'en 1965. Iggy partit ensuite rejoindre The Prime Movers, avant de monter son propre groupe dont il était le chanteur : The Stooges. Iggy Pop était né.
Depuis 1993, certains membres du groupe ont reformé The Iguanas, publiant pour l'occasion quelques albums composés de nouveaux morceaux, mais aussi des compilations de vieux morceaux des années 1960 restés inédits jusque-là. Ils écument également les festivals américains de musique jazz.
On retiendra notamment Jumpin With The Iguanas, une compilation de 19 démos (essentiellement des reprises) enregistrés alors que le tout jeune Iggy Pop faisait encore partie du groupe.

## Composition
- Jim McLaughlin : guitare
- Sam Swisher : saxophone
- Jim « Iggy » Osterberg : batterie
- Nick Kolokithas : guitare
- Don Swickerath : basse